# Rio Cauto
Il Rio Cauto è un fiume cubano, situato nel sud-est del paese.
Ha una lunghezza di 343 km, nasce nella catena montuosa di Sierra Maestra, e attraversa il mar dei Caraibi nel nord di Manzanillo, solo 110 km  è adibito al trasporto fluviale. L'acqua del fiume non è potabile.
Il fiume attraversa le province di Santiago di Cuba e Granma, le comunità di Palma Soriano, Cauto Cristo e Río Cauto si trovano a ridosso del fiume. Insieme al fiume Sagua la Grande è il secondo fiume navigabile di Cuba.
Sfocia nel Golfo di Guacanayabo.